# 光陽台 (生駒市)
光陽台（こうようだい）は、奈良県生駒市の町名。郵便番号630-0247。

## 地理
生駒市中部に位置し、東に西松ケ丘、西に俵口町と接している。
生駒山東麓の高台にあり、その名の通り朝日の当たる場所となっている。

## 歴史
光陽台地域は表層が花崗岩質岩類で、宅地造成は困難とされていたが、土木技術の向上により可能となった。昭和50年（1975年）には住居表示により地番整理が進められ、翌年に光陽台自治会が結成される。住友林業により開発された。昭和52年（1977年）から本格的な入居が始まり、昭和59年（1984年）時点で165世帯617人となった。

### 沿革
- 1975年（昭和50年） - 生駒市俵口町・西松ケ丘から分離し、生駒市光陽台が成立[7]。

## 世帯数と人口
2020年（令和2年）10月1日現在の世帯数と人口は以下の通りである。
| 町丁   | 世帯数  | 人口  |
| ------ | ------- | ----- |
| 光陽台 | 229世帯 | 477人 |

### 人口の変遷
国勢調査による人口の推移。
| 1995年（平成7年）  | 610人 | [ 8 ]  |  |
| 2000年（平成12年） | 571人 | [ 9 ]  |  |
| 2005年（平成17年） | 548人 | [ 10 ] |  |
| 2010年（平成22年） | 531人 | [ 11 ] |  |
| 2015年（平成27年） | 487人 | [ 12 ] |  |

### 世帯数の変遷
国勢調査による世帯数の推移。
| 1995年（平成7年）  | 194世帯 | [ 8 ]  |  |
| 2000年（平成12年） | 208世帯 | [ 9 ]  |  |
| 2005年（平成17年） | 212世帯 | [ 10 ] |  |
| 2010年（平成22年） | 210世帯 | [ 11 ] |  |
| 2015年（平成27年） | 206世帯 | [ 12 ] |  |

## 事業所
2016年（平成28年）現在の経済センサス調査による事業所数と従業員数は以下の通りである。
| 町丁   | 事業所数 | 従業員数 |
| ------ | -------- | -------- |
| 光陽台 | 0事業所  | 0人      |